# Philippe Joseph Henri Lemaire
Philippe Joseph Henri Lemaire llamado Henri Lemaire es un escultor francés nacido en 1798 y fallecido en 1880.
Fue alumno de Pierre Cartellier. Obtiene el gran Prix de Rome de escultura en 1821 con un bajo relieve llamado Alexandre dans la ville des Oxydraques.

Lemaire esculpió el relieve El juicio final para el frontón de la Iglesia de la Madeleine de París.

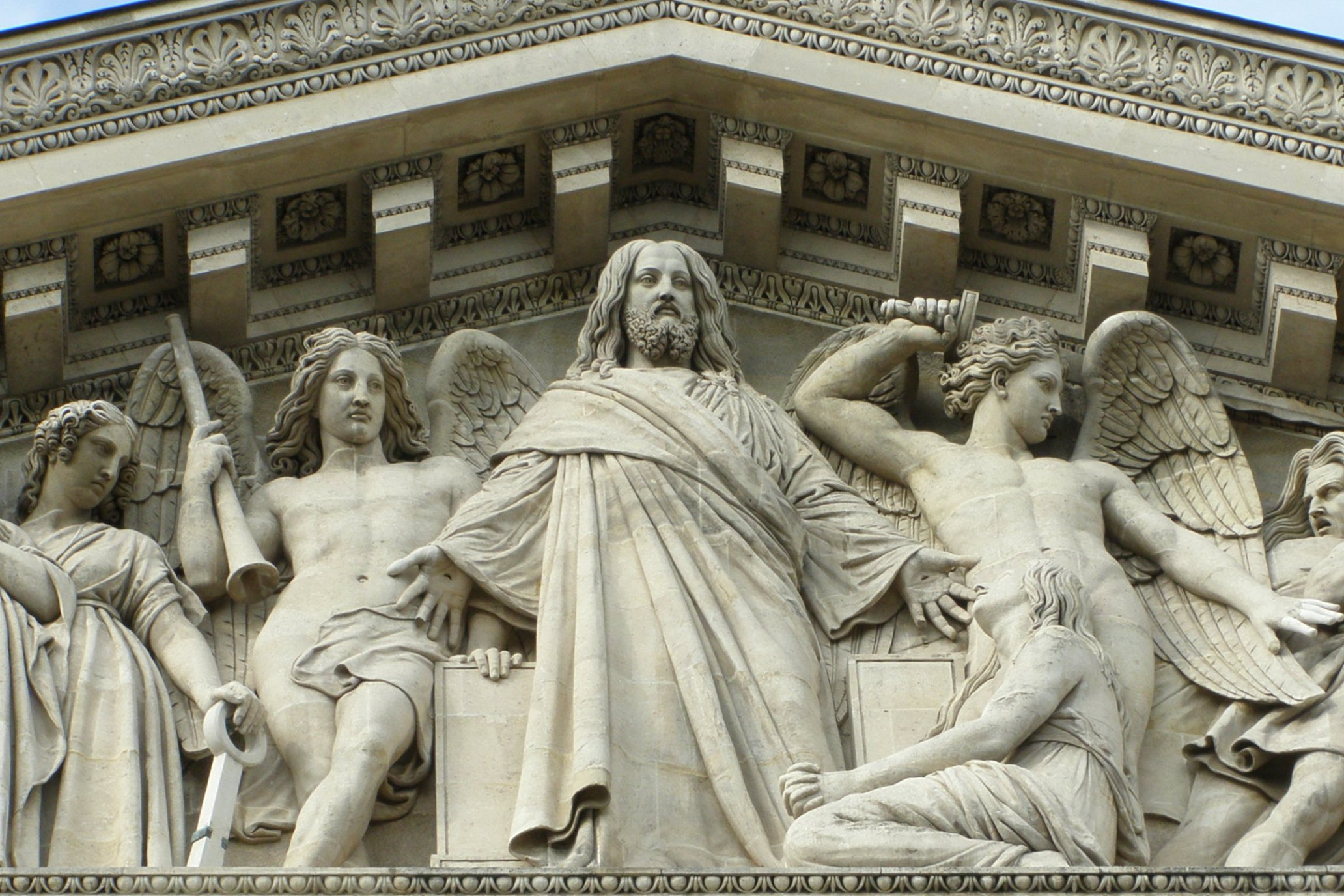
Detalle de las esculturas del frontón, Iglesia de la Madeleine, París

Está entre los principales escultores académicos de Francia representados en la escultura del Arco de Triunfo, París: los demás son Jean Pierre Cortot, François Rude, Antoine Étex, y James Pradier.
Para el museo de Versalles realizó las estatuas de Luis XIV y la del general Jean Baptiste Kléber, para la plaza cuadrada de Versalles el monumento del general Lazare Hoche, y para el tímpano de la Iglesia de San Isaac en San Petersburgo bosquejó dos composiciones.
Es el autor de un monumento de bronce en la comuna de Quimper, en memoria del héroe napoleónico bretón y anticuario, Théophile Malo Corret de La Tour d'Auvergne. Esta obra fue destruida durante la guerra de 1939-1945.
Sus numerosos bustos de retrato y estatuas forman parte de la mejor escultura francesa.